# Nelly Omar
Nilda Elvira Vattuone, conocida como Nelly Omar (Guaminí, 10 de septiembre de 1911 - Buenos Aires, 20 de diciembre de 2013), fue una cantante y compositora argentina de tango y folclore.
A pesar de que inició su carrera artística en 1924, su período de esplendor ocurrió en los años 1930 y 1940, en los que se destacó por sus versiones de «Callecita mía», «Solo para ti», «Latido tras latido» e «Intriga y pasión». Se le atribuyó el apelativo de «La Gardel con polleras» por su calidad de voz y estilo interpretativo en el canto. Paralelamente desarrolló una breve carrera cinematográfica en películas como Canto de amor (1940), Melodías de América (1942) y Mi vida por la tuya (1951). Mantuvo una relación sentimental con el compositor Homero Manzi, que le dedicó el tango «Malena», aunque Nelly aseguró que «Sur» y «Solamente ella» también están inspirados en ella.
En 1955, luego de que el gobierno de Juan Domingo Perón fuera derrocado en la Revolución Libertadora de 1955, Omar debió exiliarse y abandonar su profesión temporalmente. Hacia la década de 1960 regresó de nuevo a Argentina y continuó actuando esporádicamente hasta que su carrera resurgió en los años de 1990.
Recibió múltiples premios y honores hacia el final de su vida, como la designación de Ciudadana ilustre de la Ciudad de Buenos Aires en 1996 y Embajadora del Tango en 2010. También recibió otros premios como el Raíz en 2007, el Clarín Espectáculos en 2009 y el Pablo Podestá en 2010.

## Biografía

### Infancia y juventud
Nilda Elvira Vattuone ―conocida posteriormente como Nelly Omar― nació el 10 de septiembre de 1911 en la estancia «La Atrevida» del pueblo Bonifacio, partido de Guaminí, en la provincia de Buenos Aires.
Fue una de los nueve hijos del capataz genovés Marcos Vattuone y su esposa, Salustiana Pesoa.
En 1918, su padre ―que ejecutaba la guitarra― fue uno de los organizadores y vendedores de entradas en la presentación del dúo José Razzano-Carlos Gardel que se llevó a cabo en el Teatro de la Sociedad Española de Guamini. Tras la representación, Nilda conoció a Gardel, de quien comentó más tarde: «Desde ese día sigo y seguiré transitando por la huella que nos dejó nuestro querido y admirado Zorzal».
A pesar de su deseo de ser aviadora, desde su infancia fue motivada por su familia a la música y estudió arte escénico, música y danzas. En una entrevista, Omar hizo referencia a ese momento: «¡Yo quería ser aviadora! Mis hermanos hacían vuelos de bautismo y un día yo le dije a mi papá: "Ahora me toca a mí". Él me respondió: "Vos esperate"». Sin embargo, tras la temprana muerte de su padre en 1922, debió trasladarse con su familia a la ciudad de Buenos Aires, donde se desempeñó en una fábrica textil para colaborar con la manutención del hogar.

Yo me inicié en el colegio de mi pueblo hasta que cuando perdí a mi papá, a mis 11 años, nos vinimos a Buenos Aires. Antes de ir al Teatro Colón a mi padre le dio un infarto y mi madre quedó con 10 hijos, y ahí empezó la odisea. Los abogados nos comieron lo que mi padre había dejado. Y yo empecé a trabajar en una fábrica a los 12 años. Yo manejaba una máquina de medias. Tenía que enganchar las agujas en los talones. Tenía vista, lo hacía rápido. Ganaba una miseria.
Nelly Omar

### Comienzos y consagración
Mientras su familia padecía algunas penurias económicas, Omar comenzó a realizar actuaciones en su escuela de El Palomar y diversas presentaciones en el cine Argos de la avenida Federico Lacroze. También participó en un festival para recaudar fondos para el Club Colegiales y tras el éxito de su actuación, fue contratada por el propietario del cine Argos.
En una ocasión fue escuchada por Ignacio Corsini, que comentó que le agradaba su forma de cantar. Comenzó a actuar en radios como Splendid, Mayo y Rivadavia desde los 17 años después de ofrecerse a una prueba dirigida por el violonchelista Miguel Deledicque, que oyó su interpretación de «A mi madre» y la integró al elenco del conjunto Cenizas del fogón dirigido por José Luis Suilas, que se presentaba con distintas audiciones radiales.
Entre 1932 y 1933, durante una estadía en Radio Stentor ―que se transmitía desde Florida 8―, actuó junto a su hermana Nélida a dúo, hecho del que comentó: «Hacíamos temas camperos, ritmos de la provincia de Buenos Aires: milongas, estilos, canciones. Los tangos los hacía yo sola». Casualmente, Nilda eligió el nombre de su hermana para definir su seudónimo y para 1934, ya se había presentado en el programa de Enrique Muiño.
Poco tiempo después se integró al conjunto Cuadros Argentinos coordinado por los hermanos Navarrine y Miguel de Molina, con quien permaneció casada desde 1935 a 1943. En 1937, por su parte, adquirió popularidad cuando ganó el Gran Plebiscito Radiotelefónico de la revista Caras y Caretas y, al año siguiente, tras una presentación en el cine «Carlos Gardel» de Valentín Alsina, un locutor le atribuyó el apelativo de «La Gardel con polleras» que fue severamente criticado. Por aquella época también recibió otro apodo por parte del actor Enrique de Rosas, que la definió como «La voz diferente».
Luego fue convocada por Radio Belgrano para encabezar los horarios centrales y realizó giras por varias zonas de Argentina. Los argumentos de sus presentaciones radiales fueron escritos por Enrique Cadícamo y el poeta Homero Manzi, mientras que también actuaban figuras como Libertad Lamarque y Agustín Magaldi. En 1942, la Sociedad de Autores y Compositores le rindió un homenaje en el local nocturno Novelty, donde le entregaron una medalla y la consideraron «La voz dramática del tango».
En 1946, realizó su primer disco bajo el auspicio de la compañía Odeon y con ayuda de Francisco Canaro. Grabó diez temas musicales: Adiós pampa mía, Canción desesperada, El Morocho y el Oriental, Rosas de otoño, Sentimiento gaucho, Sus ojos se cerraron, Déjame no quiero verte nunca más, La canción de Buenos Aires, Desde el alma y Nobleza de arrabal. En 1951, con RCA Victor, grabó un disco de 78 rpm con los temas «La descamisada» y «Es el pueblo», acompañada por la orquesta de Domingo Marafioti y el coro de Fanny Day.

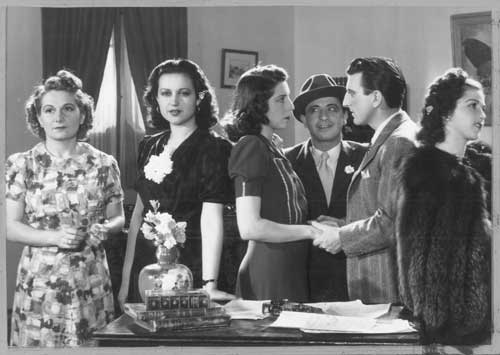
Omar (centro) saluda a Carlos Viván en el set de grabación de Canto de amor (1940).

### Carrera cinematográfica
Su carrera cinematográfica fue breve y cuenta solamente con cuatro títulos.
En 1940 filmó Canto de amor dirigida por Julio Irigoyen y con la participación del cantor Carlos Viván, con quien grabó trece temas. En enero de 1942, se estrenó Melodías de América de Eduardo Morera, donde interpretó «El aguacero» de Cátulo Castillo y José González Castillo.
En 1951, dobló la voz de la actriz Mecha Ortiz en el filme Mi vida por la tuya durante la escena en la que debía cantar un tango y una milonga de Enrique Santos Discépolo. En 2008, tras 57 años sin participar en un filme, incursionó en el documental de tango Café de los maestros con la dirección de Miguel Kohan y la participación de Alberto Podestá, Gabriel Clausi, Leopoldo Federico, Emilio Balcarce y Juan Carlos Godoy.

### Persecución política y exilio

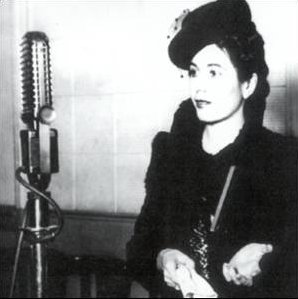
Eva Perón trabajando en 1941 como actriz de radioteatros. Nelly Omar la conoció en 1940, y mantuvieron una íntima amistad.

Nelly Omar mantuvo una íntima amistad con Eva Perón desde 1940. Más tarde admitiría que a Evita le agradaba su forma de cantar y que había intercedido para que le permitiesen actuar en Radio Splendid:

...Una sola vez en mi vida alguien intercedió para que se me permitiera actuar en Radio Splendid. Fue Evita, y no porque yo se lo pidiera. Ella no entendía cómo no me concedían un espacio. Le gustaba como cantaba y mucho más que cantara las cosas nuestras. Retribuí ese gesto grabando la milonga «La descamisada» y la marcha «Es el pueblo».
Nelly Omar

Durante el mandato de Juan Domingo Perón, Omar participó de las más importantes celebraciones llevadas a cabo por el gobierno. «Yo nunca fui política, participaba porque era peronista, de Perón y Evita», expresó.
Sin embargo, en 1955 un golpe de Estado encabezado por Eduardo Lonardi derrocó a Perón y perpetró la autodenominada Revolución Libertadora.
Con la presencia del gobierno de facto, muchas personalidades fueron inscriptas en las «listas negras» en donde se señalaban a las personas que debían ser censuradas por mantener alguna relación con el peronismo. Además de Nelly Omar, fueron censuradas otras relevantes figuras como Sabina Olmos, Fanny Navarro o Tita Merello.
Desde aquel entonces sus actuaciones fueron más esporádicas; sólo pudo encabezar una en Avenida de Mayo al 800 y otra en la cantina «Forastiero».

Allanaron mi casa y después de eso me silenciaron. Entraron atropelladamente, uno vino con una bolsa de esas rústicas, como del correo. El notario abrió un cuaderno y preguntó: «¿Qué pongo?». «Cierre, no ponga nada», le dijo el otro. Yo no me asusté. Después empecé a deambular por un lado y otro, golpeando puertas, nadie me daba bolilla. Desaparecieron todos los amigos. Yo iba a pedir trabajo, nada más. Hasta que apareció un trabajo en la cantina de Forastiero, y me metí ahí, donde me dieron la oportunidad de reintegrarme y componerme, porque había vendido lo poco que tenía, estaba muy mal.
Nelly Omar

Sin empleo, se vio obligada a exiliarse en Montevideo, donde su amiga Tita Merello le ofreció una propuesta de trabajo para 1958. Luego viajó a Venezuela, donde permaneció casi un año. A su regreso a la Argentina, con la asunción de Arturo Frondizi, se retiró de la actividad artística. Sin embargo, en 1966 se presentó en televisión y en 1969, a instancias de Reynaldo Yiso, grabó un disco con las guitarras de Roberto Grela. En 1972, con el guitarrista José Canet, retornó definitivamente a sus actuaciones públicas. A lo largo de la década de 1980, trabajó con la orquesta de Alberto Di Paulo. Paralelamente se desempeñó como compositora al editar canciones como el vals «Solo para ti» con el guitarrista José Francini. También redactó un bolero que grabó Leo Marini, «Montoncitos de arena», las milongas «Como el clavel y la rosa» y «Pa' Dumesnil» con Aníbal Cufré, los valses «A Guaminí», «Misterio y canción», «Las cuatro respuestas», «Callecita mía», «Día de la verdad», «Intriga y pasión» y «Latido tras latido», las canciones «Buena» y «Catedral del Sur», y los tangos «Casualidad y amor» y «Amar y callar».

### Décadas de 1990 y 2000
Durante los últimos años, Nelly Omar adquirió popularidad por su larga experiencia y vitalidad, y se convirtió en la única artista argentina de su edad en continuar activa. En 1996, fue declarada Ciudadana ilustre de la Ciudad de Buenos Aires y recibió el premio a la Gran Intérprete de la Sociedad de Autores y Compositores (SADAIC). Un año después, a los 86 años, grabó un disco que incluía algunos temas como «Comme il faut» de Eduardo Arolas y Gabriel Clausi, además de otras canciones con letra de Héctor Oviedo, «La piel de vivir» y «Por la luz que me alumbra» con el acompañamiento de los guitarristas Bartolomé Palermo y Paco Peñalba.
En 1998, se presentó en el Club del Vino y en un acto en el Teatro Presidente Alvear junto al bailarín Juan Carlos Copes.
En 2000, acompañada por el cuarteto de guitarras de Carlos Juárez, se presentó en Tango, solo tango por Canal 7.
Luego de incursionar en un festival, viajó para actuar junto a la orquesta El Arranque para luego recibir en tres ocasiones consecutivas (entre 2002 y 2004) el premio Atrevidas en el rubro de la música, el tango y la trayectoria.
Otros reconocimientos incluyen una distinción especial en la entrega de los premios Argentores y el diploma al mérito de la Fundación Konex en 2006.
En 2005, con 93 años, grabó un disco de repertorio folclórico titulado «La criolla» con el sello de Gustavo Santaolalla. Sobre su labor ahí comentó: «Yo estaba contenta, pero se retrasaron demasiado. Le mandé una carta documento. Entonces me llamaron». En mayo del mismo año encabezó recitales en el estadio Luna Park que intercalaba un homenaje con imágenes y comentarios de su trayectoria de siete décadas. En 2009, retornó de nuevo al Luna Park con el ballet de Juan Carlos Copes y el guitarrista Carlos Juárez.
A finales del aquel año, recibió un homenaje en TEA (Tenerife Espacio de las Artes) en compañía de Leonardo Favio. En 2010, Raúl Lavié le entregó el premio Pablo Podestá en el Senado de la Nación Argentina. En su larga carrera, recibió otros galardones como el premio Atahualpa a la trayectoria (2009), el premio Raíz (2007), el premio Clarín Espectáculos como Figura del Tango (2009) y tuvo una nominación en la terna de Mejor Cantante de Tango Femenina en 2005 durante la celebración de los premios Konex.

### Centenario
El 10 de septiembre de 2011, Nelly Omar cumplió 100 años y fue motivo de varios homenajes y diversos reportajes.
A pesar de haber alcanzado un siglo de vida, durante las elecciones presidenciales de 2011, Nelly Omar concurrió a votar. «El ejemplo lo da el pueblo cuando no se equivoca, en todo caso será cuestión de tener paciencia y esperar a la otra elección», dijo.
En noviembre, celebró su cumpleaños en el Luna Park con un concierto que contó con la participación del bailarín Juan Carlos Copes y el grupo dirigido por Erica Di Salvo. Ahí, interpretó temas como «Sur», «Amar y callar», «Desde el alma» y «La descamisada».
A partir de entonces, Nelly Omar se convirtió en la única persona de su edad en el mundo en llevar a cabo un recital multitudinario de más de una hora.
Para finales de mes, Nelly Omar fue distinguida con el premio Atrevidas de Oro por su trayectoria.
El 4 de enero de 2012 fue ingresada en el Instituto Dupuytren tras sufrir un accidente doméstico que le originó una fractura en su brazo izquierdo, por la cual debió ser intervenida quirúrgicamente dos días después.
En febrero, fue internada en el Sanatorio Güemes a causa de una infección en una sala de terapia intensiva; por tal motivo, el secretario de Cultura de la Nación Jorge Coscia, a pedido de la presidenta Cristina Fernández de Kirchner, efectuó una visita al instituto de salud.
A fines de marzo de 2012, fue nuevamente ingresada en observación luego de padecer otro accidente que le ocasionó un golpe en el codo izquierdo.

Me gustaría volver a enamorarme. Lo más lindo que hay es enamorarse. No importa que piensen: «Está loca». Quisiera estar con alguien que tenga el suficiente amor como para ir compartiendo si voy cayendo. Yo no creo que eso sea pedir mucho, ¿no?... No tengo familia ya, solo amigos, pero la música me da buenos pensamientos, me libera de la angustia. Si canto, ahí sí soy feliz.
Nelly Omar

### Fallecimiento
Nelly Omar falleció en la mañana del 20 de diciembre de 2013 a los 102 años en el Hospital Universitario CEMIC de la ciudad de Buenos Aires debido a un paro cardiorrespiratorio mientras dormía.
Sus restos fueron velados en el Salón Noble de la sede central de Sadaic para luego ser trasladados al panteón que la organización posee en el cementerio de la Chacarita.
Se prevé la cremación de sus restos para su posterior traslado al museo que llevará su nombre.
Luego de su muerte, el músico José Leonardo Colángelo manifestó: «...Nos entristece mucho porque es como que siempre necesitamos esos abanderados y Nelly fue durante muchísimos años una adelantada y una gran personalidad. Es una grande con mayúscula, es una mujer que supo llevar su profesión y su vida. Hoy la lloramos y la vamos a recordar siempre, este tipo de gente no muere porque deja su obra». Por su parte, el bailarín Juan Carlos Copes confesó estar «completamente emocionado porque al tango se le van cayendo las hojas de ese árbol bendito que tanto le ha dado y le sigue dando a esta tierra».

### Vida privada
En 1935, Nelly Omar contrajo matrimonio con Antonio Molina. Con él permaneció casada durante ocho años, pero se separó a los dos meses. En palabras de la propia Nelly Omar, «fue una desgracia... pero el cariño por mi suegra, una segunda madre para mí, me impidió [separarme]... Y me clavé porque no resultó: ni marido ni bueno ni nada. Era un ser todo fantasía. Era lo que hoy le llaman un vago». Nelly Omar jamás volvió a casarse.

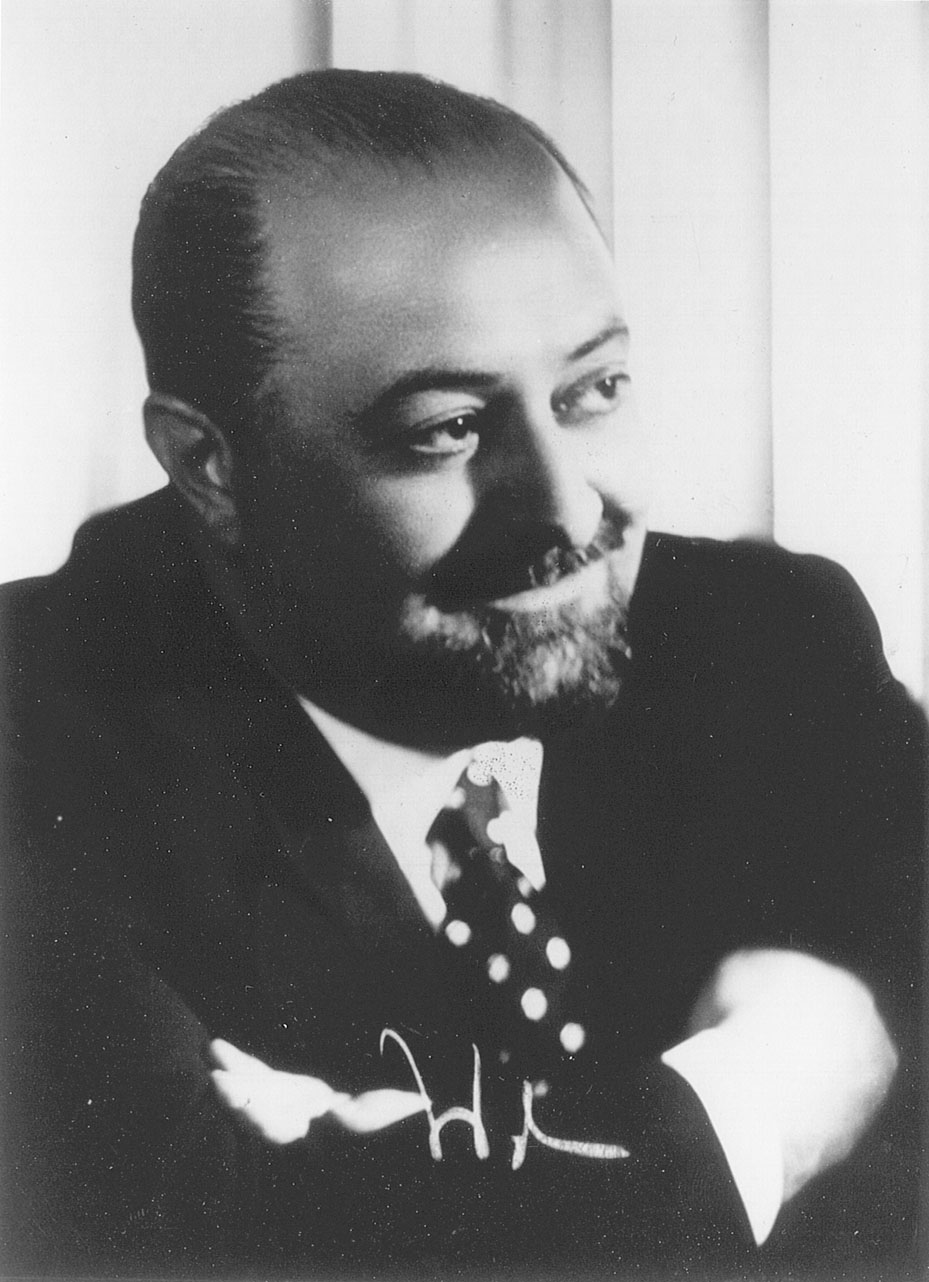
El compositor Homero Manzi la conoció a Nelly Omar en 1937 y fue la inspiración para varias de sus canciones.

En 1937, conoció a Homero Manzi, cuando cumplía labores en los programas de Radio Belgrano en los que actuaba:

Un día le dije: «Por favor, pare, yo soy una mujer casada. No me moleste». Para qué se lo habré dicho. Era peor. Me escribía letras. Me prometió que se iba a divorciar si yo me divorciaba. Era una persecución. Aparecía por todos lados. «Por favor, dejame respirar», le decía yo. Era realmente un enamorado pero respetuoso. Pero la mujer se tomó un frasco de bromuro cuando se estaban separando y él tuvo que volver a la casa. Cuando volvió, ahí le cerré el paso. Era un amor imposible. Sus amigos me decían «llamalo si no este hombre se va a morir»... Un drama. Lo admiré como poeta. No era vulgar. A mí no me gustaron nunca los hombres vulgares. Era fino. Yo estaba abocada a mi fracaso de matrimonio, a mi trabajo, era imposible mantener una relación así no formal. Cuando estás enamorado perdés los estribos y te vas de cabeza. Después se enfermó gravemente y no pude dejar de tener cierta consideración, de llamarlo. La familia había dado una orden de que no me dejaran verlo. Un día el doctor me llama a las cuatro de la mañana diciendo: «Nelly, mandé a la familia a su casa, venga para despedirlo».
Nelly Omar

Se dice que Manzi le dedicó la letra del tango «Malena», aunque otros aseguran que se la dedicó a Malena de Toledo, una cantante argentina que conoció en San Pablo, cuando regresaba a Buenos Aires de un viaje a México. Además, Nelly Omar admitió que las letras de «Solamente ella», «Ninguna» y «Sur» le fueron dedicadas. A pesar del esfuerzo de Manzi por conquistarla, no lo logró y falleció prematuramente en 1951.
Omar admitió que un hombre se suicidó luego de que se negara a estar con él. «Uno se suicidó. Pero no podía corresponderlo. Un 18 de marzo me dijo "si usted no me da el sí, me voy del mundo". Y a los tres días, un amigo en común me contó que había muerto y en qué circunstancias. No me conmovió, porque me parece que no hay que ser tan cegado ante la adversidad», expresó.
Después mantuvo un noviazgo de ocho años con Aníbal Cufré, hasta que él murió de cólera. En 1993, a los 82 años, conoció a Héctor Oviedo, a quien definió como un «caballero excelente. Me enamoré, pero él, más. Fuimos felices».

## Legado
Nelly Omar fue la única figura del espectáculo argentino y mundial que a su edad continuaba activa. El gobernador Daniel Scioli, durante un homenaje, expresó que «nos honra su historia y su permanente vocación de seguir queriendo aportar a la cultura popular» y prometió aportar capital para la construcción de un museo en su ciudad natal.
El presentador e investigador Néstor Pinsón comentó que «su dicción, su fraseo, su perfección técnica, su buen gusto, en resumen, su calidad interpretativa hacen de Nelly Omar una cantante ejemplar y paradigmática, que hoy con sus más de noventa años, nos sigue deleitando con su voz aún fresca».
En agosto de 2010, fue designada Embajadora del Tango por la Secretaría de Cultura de la Nación «por ser considerada una verdadera representante de la cultura nacional, tanto por sus dotes de cantante, autora y compositora como de actriz, siendo éstos solo algunos de sus atributos artísticos». El decreto publicado en el boletín oficial relató que «es una de las leyendas entre las voces femeninas del tango y siempre se ha destacado por su generosidad y su honestidad, de lo que ha hecho un culto a lo largo de su prolongada existencia, siendo un verdadero ejemplo de fortaleza, valor y lealtad a un ideal».
En 2005, durante un reportaje al diario La Nación, el periodista Mauro Apicella le preguntó «¿Qué quedó pendiente?». Omar contestó:

Además del cine, me hubiera gustado grabar más... Con una orquesta más moderna, aunque yo muy moderna no creo que sea. Y me quiero enamorar de vuelta. Querer a alguien, compartir un paseo, una comida, un cine o un teatro, tomar un barco e irse a Colonia es lo más lindo que hay.
Nelly Omar

En 2009, Gaspar Zimerman, de Clarín, le preguntó «¿Cómo le gustaría que la recordaran?», a lo que la cantante respondió:

No como cantora, sino como buena persona. Creo que lo soy. Me duele cuando no puedo ayudar a alguien. Pero generalmente puedo, o hago lo posible. Y no espero que me retribuyan con algo: cuando doy, doy de corazón. Si hay alguno que dice que tengo una deuda, que venga y se la pago.

Después de la muerte del actor y cantante neerlandés Johannes Heesters (1903-2011), se convirtió en la cantante activa más longeva del mundo.
Desde 2015 el Senado de la Nación Argentina otorga los premios «Nelly Omar», en su primera entrega estuvieron presentes legisladores nacionales, provinciales y representantes de organizaciones de la cultura y el arte, derechos humanos y organizaciones sociales entre ellos la figura del Premio Nobel de la Paz Adolfo Pérez Esquivel.

## Filmografía
- 1940: Canto de amor
- 1942: Melodías de América
- 1951: Mi vida por la tuya
- 2008: Café de los maestros
- 2014: Nelly Omar Cantora Nacional

## Principales canciones
- «Amar y callar»
- «Sur»
- «Desde el alma»
- «Muchacho»
- «La descamisada»
- «Parece Mentira»
- «Llorarás, llorarás»
- «Manoblanca»
- «Tarde»
- «El adiós de Gabino Ezeiza»
- «Callecita mía»
- «Tu vuelta»
- «Jacinto Chiclana»
- «Nobleza de arrabal»